# Shashe
Le Shashe (ou Shashi) est un cours d'eau saisonnier d'Afrique australe. C'est un affluent du fleuve Limpopo, qui marque – partiellement – la frontière entre le Botswana et le Zimbabwe. Il arrose notamment la ville de Francistown.

## Voir aussi

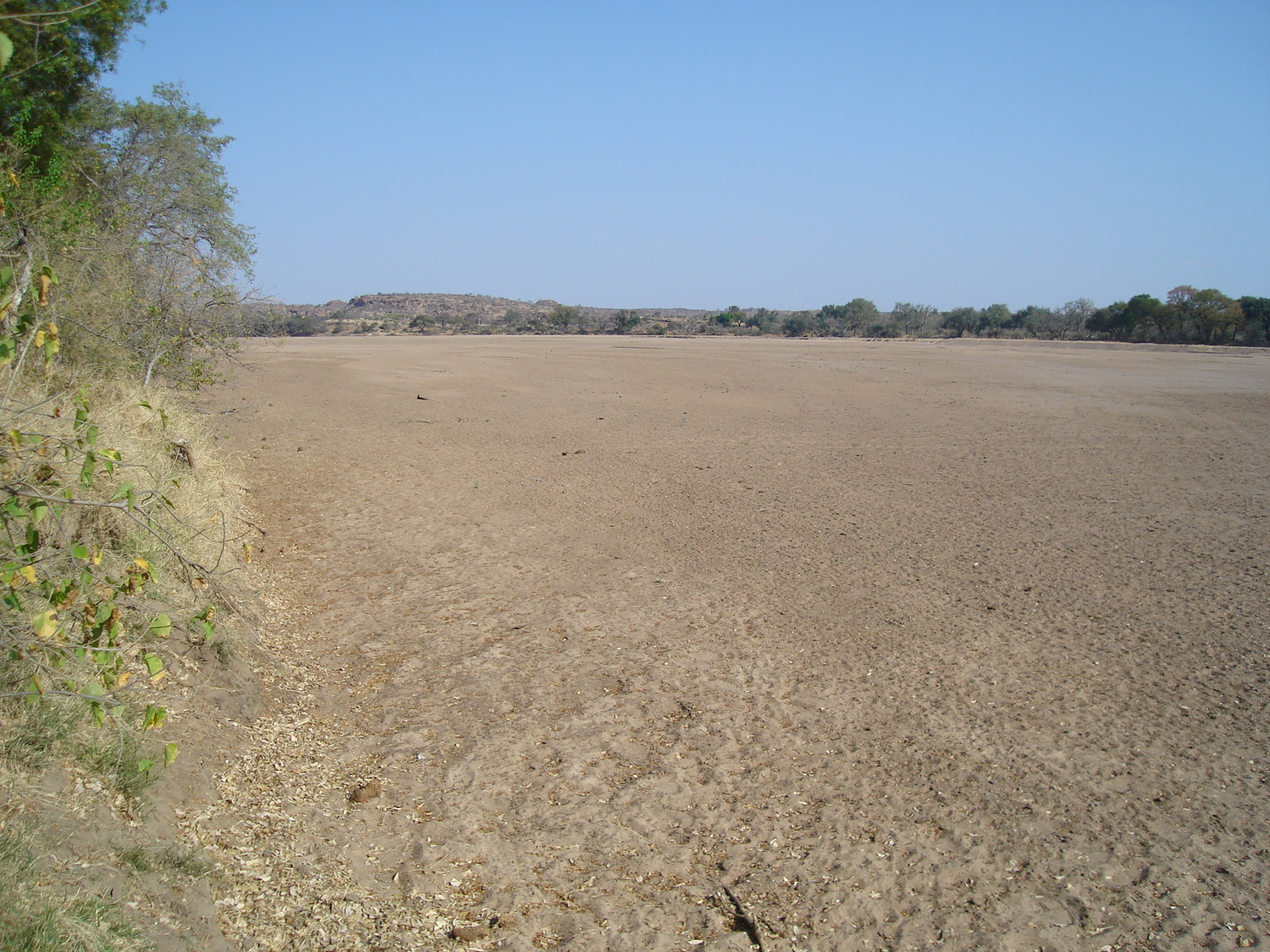
Le lit du Shashe au Zimbabwe